# Danilo Pustinjaković
Danilo Pustinjaković (sârbă Дaнило Пустињаковић) (n. 12 martie 1977, Becicherecu Mare, RS Serbia, RSF Iugoslavia) este un fotbalist sârb care a evoluat la echipa Pandurii Târgu Jiu pe postul de portar. În prezent este legitimat în Serbia la FK Novi Pazar.